# Gmach Towarzystwa Gimnastycznego „Sokół” w Sanoku
Gmach Towarzystwa Gimnastycznego „Sokół” w Sanoku – budynek sanockiego oddziału Polskiego Towarzystwa Gimnastycznego „Sokół” w Sanoku.
Jest umiejscowiony w centrum Sanoka, w dzielnicy Śródmieście. Znajduje się przy ulicy Adama Mickiewicza (od strony wschodniej). Od strony południowej sąsiaduje z placem Harcerskim, od zachodu z Parkiem miejskim im. Adama Mickiewicza, zaś od strony północnej znajduje się parking oraz dawne lodowisko Torsan.
Budynek został wpisany do gminnego rejestru zabytków miasta Sanoka, opublikowanego w 2015.

## Historia

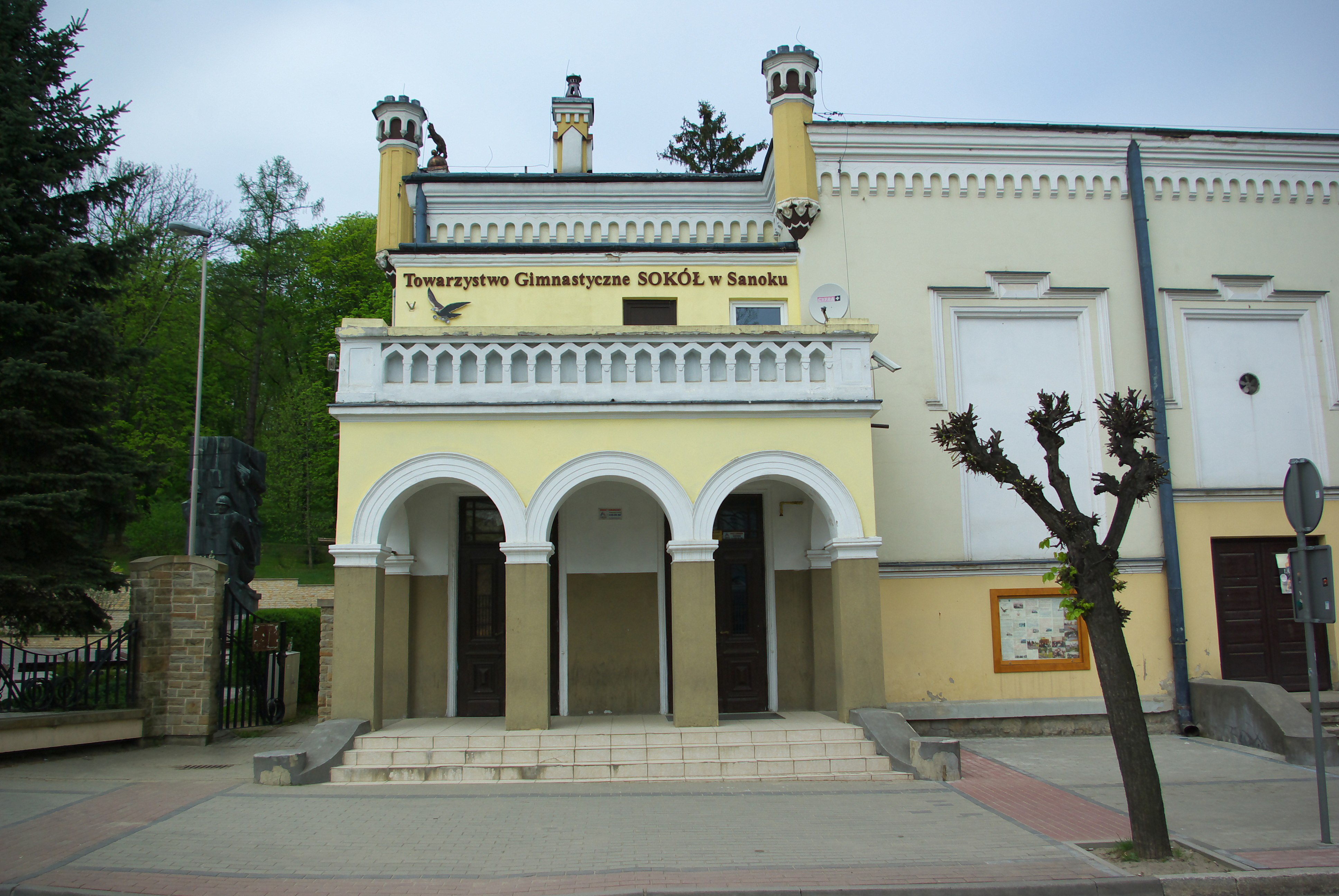
Wejście główne

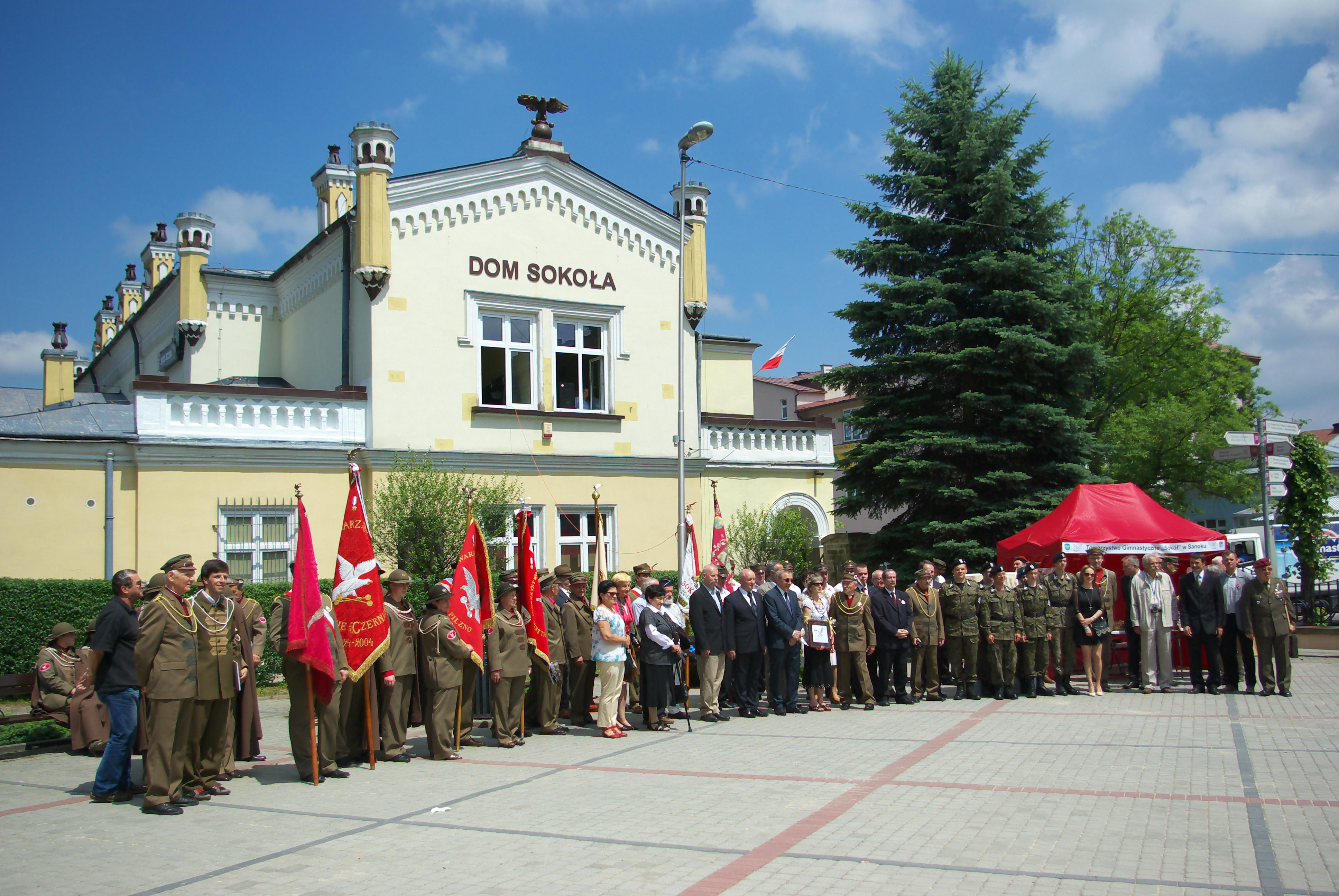
Widok od południa z placu Harcerskiego. Na kalenicy dachu rzeźba sokoła

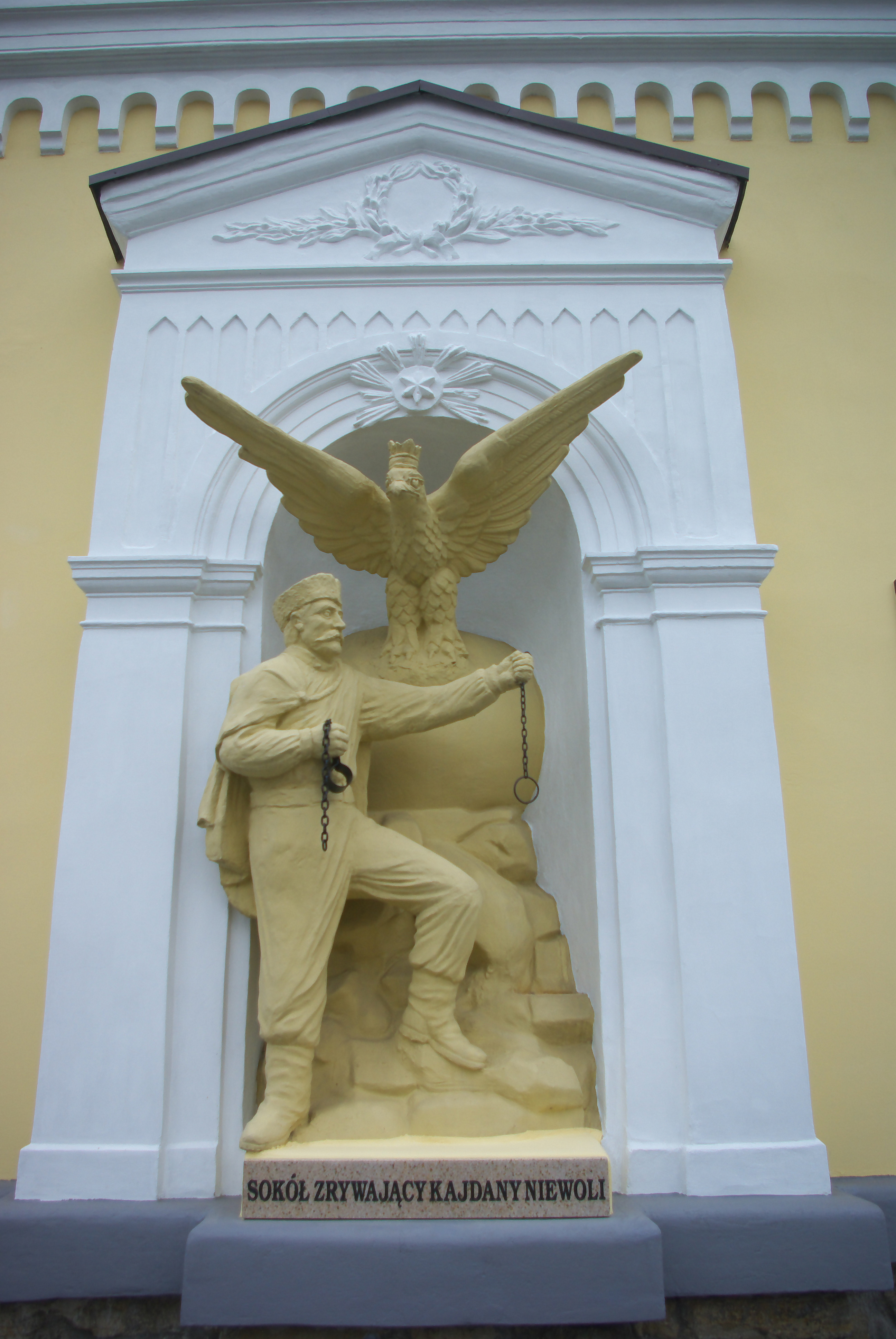
Rzeźba Sokoła zrywającego orłu łańcuchy niewoli

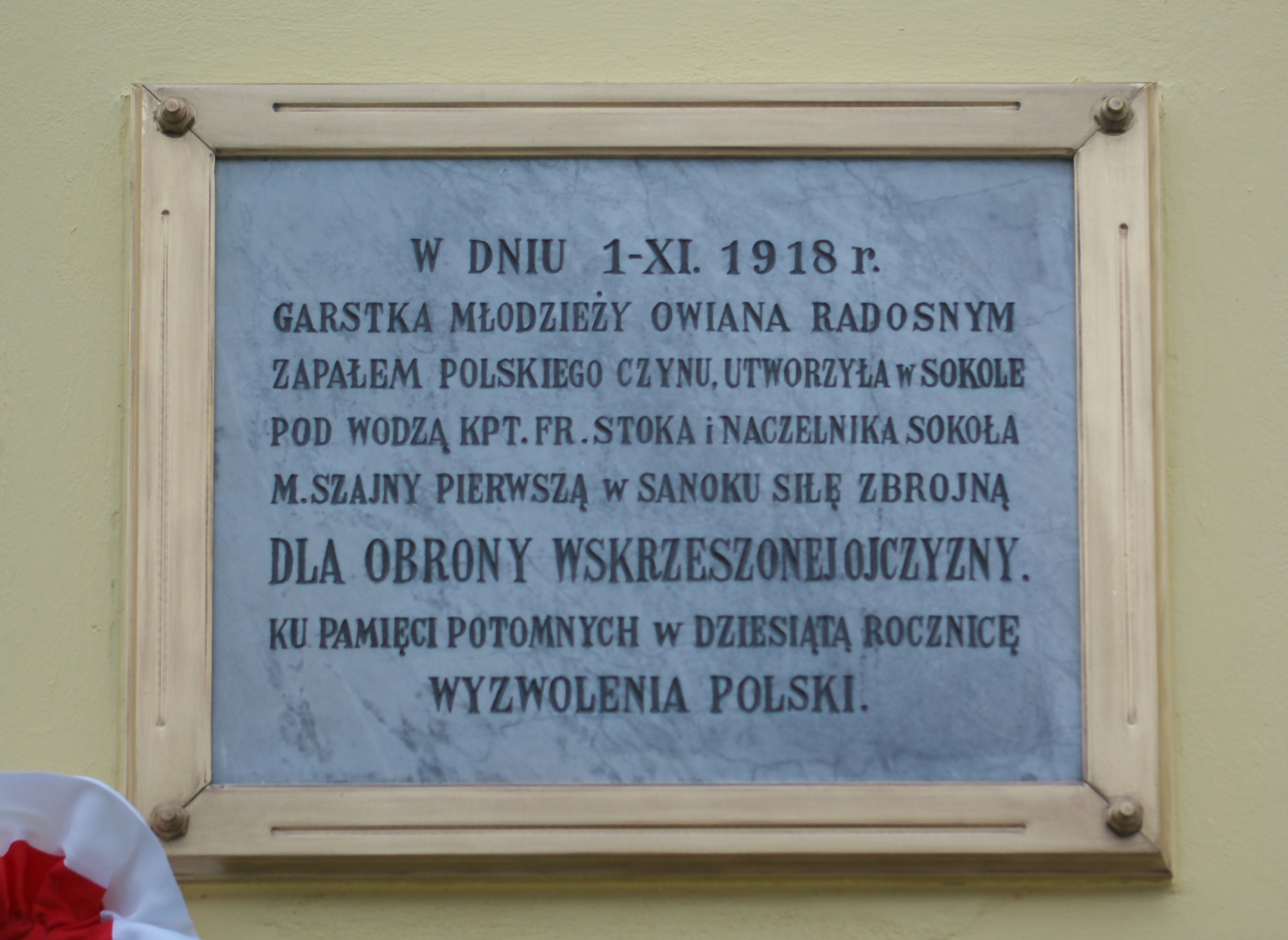
Tablica upamiętniająca wydarzenia z 1 listopada 1918

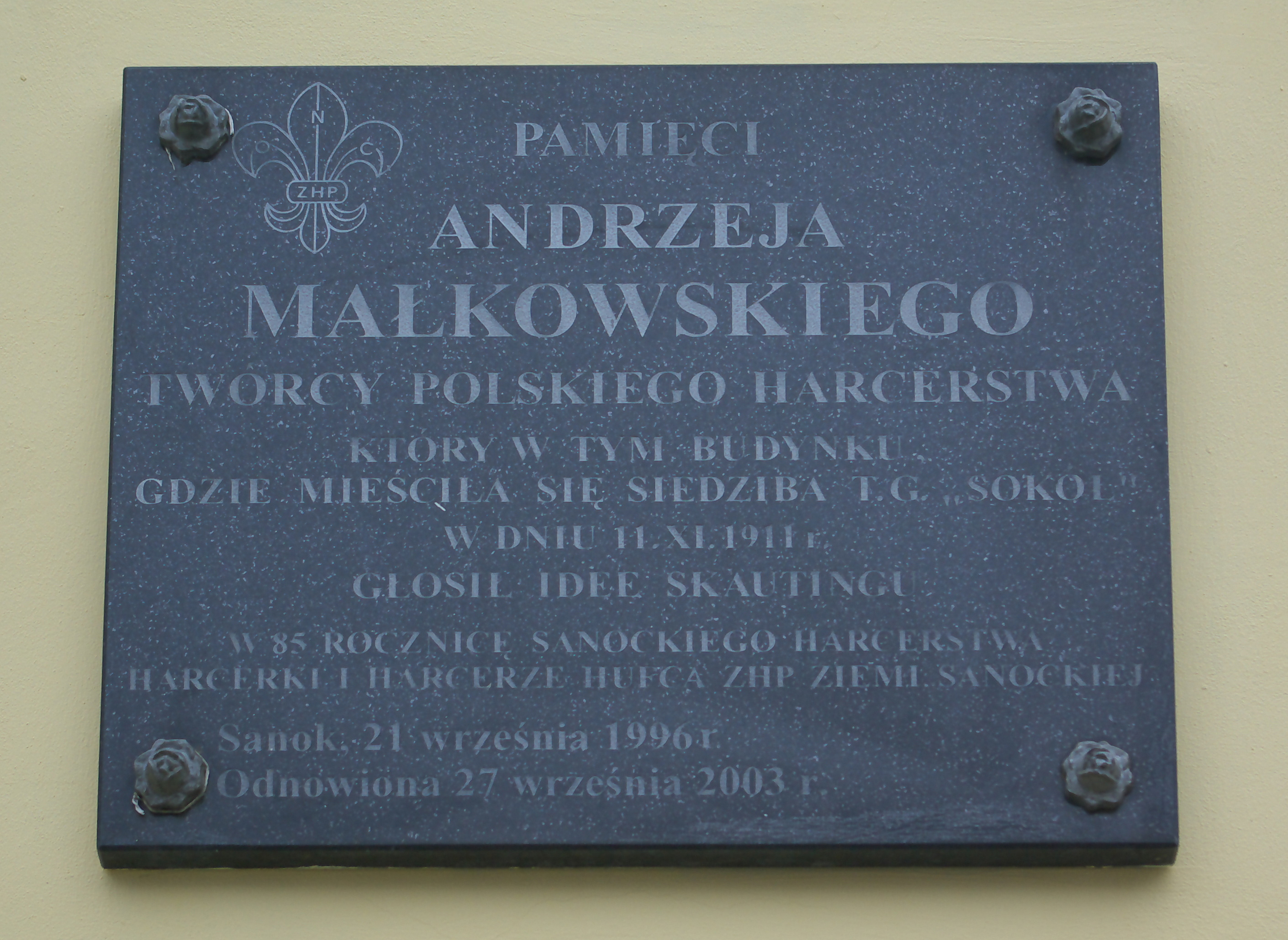
Tablica upamiętniająca Andrzeja Małkowskiego

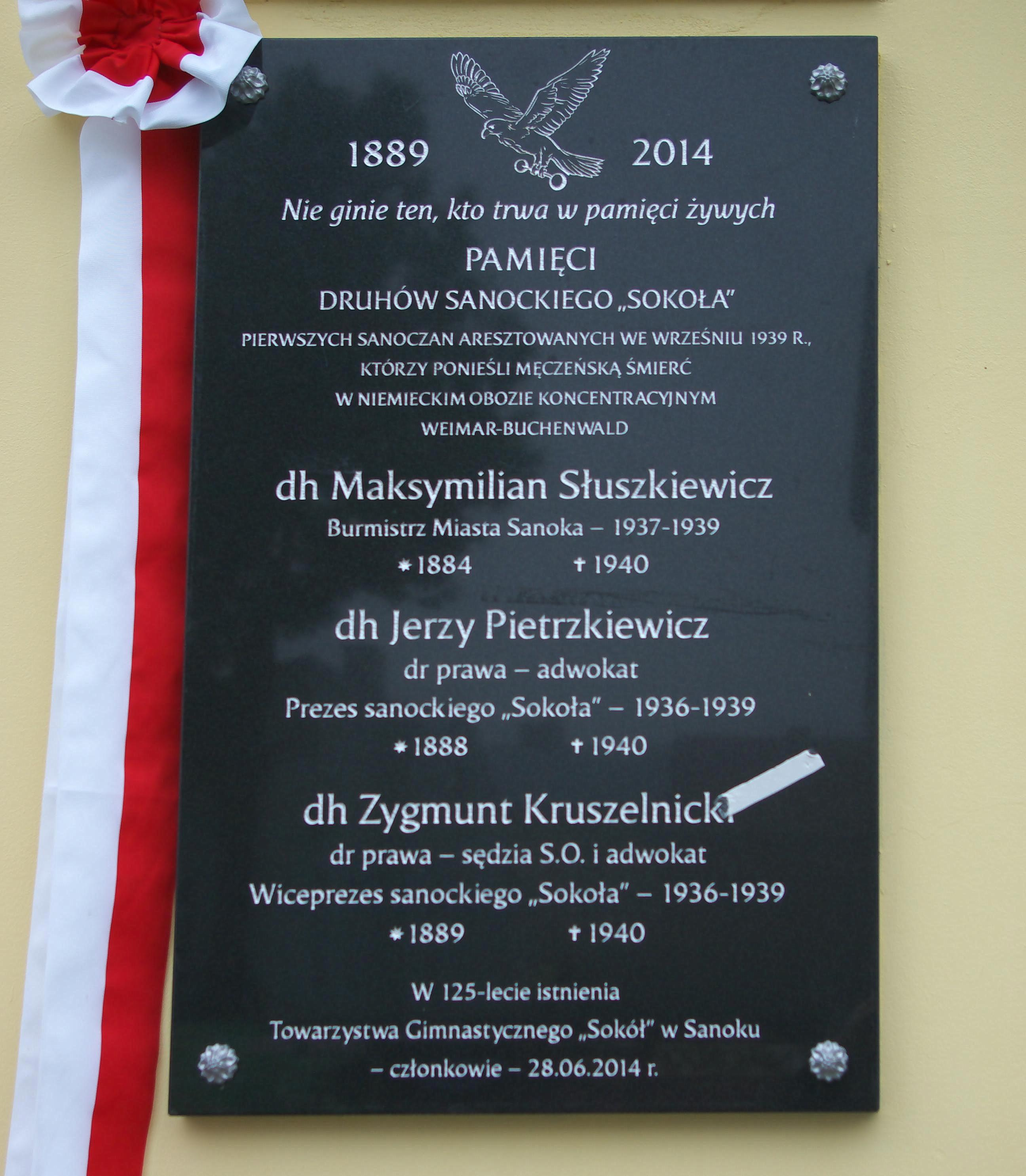
Tablica upamiętniająca druhów zamordowanych w niemieckich obozach

Powstał w czasie zaboru austriackiego. Pierwotnie propozycję trójkątnego rozmieszczenia budynku szkoły, gmachu „Sokoła” i restauracji u wejścia do parku miejskiego (obecnie Plac Harcerski) wysunął przebywający 6 czerwca 1896 w Sanoku architekt Arnold Röhring. Grunt pod budowę tzw. Sokolni został przekazany bezpłatnie Towarzystwu Uchwałą Rady Miejskiej Sanoka z dnia 19 listopada 1896 roku (przy ówczesnej ulicy Nowej, późniejszej ul. Adama Mickiewicza).
Decyzję o budowie własnej siedziby podjęło Walne Zgromadzenie „Sokoła” 25 lutego 1899. W tym samym roku przystąpiono do budowy gmachu na gruncie podarowanym przez gminę Sanok, przyjmując jednocześnie że koszt inwestycji nie może przekroczyć 16 tys. zł. Autorem projektu budynku był inż. Władysław Beksiński. (wcześniej projekty opracowywali inżynierowie Beksiński, Władysław Adamczyk i Karol Gerardis, zaś wybrano przedstawiony przez pierwszego). Celem budowy Rada Miasta Sanoka przekazała 50 sągów kamienia ze skały miejskiej, piasek i suter. Celem zbiórki funduszy na wzniesienie gmachu sanocki „Sokół” zaplanowano festyn w ogrodzie miejskim w dniu 17 czerwca 1899 (koszt budowy szacowano na 16-18 tys. zł.). Kamień węgielny pod budowę został poświęcony 28 czerwca 1899 roku, a 5 miesięcy później 29 listopada 1899 została poświęcona i otwarta sala gimnastyczna. Budowę prowadzili W. Beksiński i Karol Gerardis. Gmach został wybudowany przez członków TG „Sokół”, a budowa przebiegała szybko w ciągu 1899. W 1900 roku gmach został oddany do użytku i sanocki „Sokół” przeniósł się do nowego budynku. Pierwotnie budynek figurował pod numerem konskrypcyjnym 392, a potem pod adresem ul. Adama Mickiewicza 13. 25 sierpnia 1900 nowy budynek został obejrzany przez odwiedzającgo miasto Namiestnika Galicji Leona Pinińskiego.
Od początku XX wieku do lat 20. gmach „Sokoła” był jednym z dwóch budynków w Sanoku, w których funkcjonowała sieć elektryczna (drugim była kamienica Ramerówka).
Oprócz funkcji rozwoju kultury fizycznej i zadań gimnastycznych sala TG „Sokół” służyła jako miejsce działalności kulturalnych, zebrań grup. Organizowane były wieczornice, zebrania towarzyskie, zabawy, uroczystości, zebrania świąteczne, środówki, bale. W pomieszczeniach gmachu działała także czytelnia i biblioteka. Istniała kręgielnia, pływalnia, łazienki (do 1913 roku), ślizgawka, lawn-tenis, bilard, szachy. W ramach TG działał chór sokoli, orkiestra i czytelnia. W sali gmachu zostały wyświetlone po raz pierwszy w Sanoku filmy; 18 marca 1911 został otwarty kinoteatr, określany także jako teatr elektryczny. W 1914 roku działał ruch ćwiczebny Stałej Drużyny Sokolej, prowadzący niemal wyłącznie ćwiczenia wojskowe. W tym samym roku podjęto uchwałę o odnowieniu sali.
W Towarzystwie działały znane sanockie osobistości: m.in. dr Karol Zaleski, Władysław Zaleski, Władysław Beksiński, Roman Vetulani (jako sekretarz Wydziału Polskiego Towarzystwa Gimnastycznego „Sokół” w Sanoku od roku jego założenia), Wilhelm Szomek, burmistrzowie Sanoka: Cyryl Jaksa Ładyżyński, Aital Witoszyński, Paweł Biedka, Adam Pytel (prezes TGS w latach 1909–1911, 1914–1918, 1918–1927), Feliks Giela (podskarbi, skarbnik) dr Józef Galant – prezes i założyciel sekcji sokolej w Zagórzu.
W 1905 w gmachu została zorganizowana wystawa rolnicza. W 1906 planowano budowę drugiej sokolni w Sanoku. W połowie 1911 został powołany Klub Tenisowy, który stworzył dwa korty w miejscu kotlinki za kręgielnią „Sokoła”.
Podczas I wojny światowej i wkroczeniu armii rosyjskiej w latach 1914–1915 gmach służył celom wojskowym, zaś w sali gimnastycznej były odprawiane msze prawosławne. Następnie budynek został przejęty przez armię austriacką, która przeznaczyły go na cele dla oficerów. Po powrocie Adama Pytla i wskutek jego zabiegów w drugiej połowie 1915 budynek został odzyskany przez TG „Sokół”. 12 listopada 1916 w gmachu „Sokoła” odbyła się uroczystość z okazji ogłoszenia Aktu 5 listopada. U kresu wojny, 1 listopada 1918 roku z gmachu wyruszyły na miasto pierwsze polskie patrole wojskowe. Wskutek strat i zniszczeń budynku konieczna była jego odnowa. W 1920 roku dokonano gruntowej rekonstrukcji gmachu i pomieszczeń. 12 grudnia 1920 w sali gmachu zorganizowano bankiet z okazji uroczystego powitania 2 Pułku Strzelców Podhalańskich w Sanoku. W 1928 roku w budynku zainstalowano światło elektryczne. W latach 30. XX wieku obiekt służył szeroko rozumianemu rozwojowi umysłowemu i sportowemu mieszkańców miasta. Poza imprezami rozrywkowymi jak tańce i zabawy, w obiekcie kwitła działalność kulturalna: istniał chór, orkiestra, Kółko Dramatyczne i Towarzystwo Muzyczno-Dramatyczne „Gamba”, którego założycielem i kierownikiem był były burmistrz, Marian Kawski. W budynku organizowano koncerty muzyki poważnej, w których występowali m.in.: pianista prof. Teodor Pollak (1911), śpiewaczka Adolfina Zimajer (1911), tancerka Maria Zawadzka ps. „Jacobi” (1912), śpiewaczka operowa Józefa Borowska (1912), Karol Adwentowicz (1913), śpiewaczka operowa Olga Didur-Wiktorowa oraz pianistka Wanda Kossakowa. W gmachu odbywały się przedstawienia, w tym teatralne. 8 listopada 1936 w gmachu zorganizowano uroczysty wieczór ku czci Tadeusza Kościuszki. 8 grudnia 1936 w Święto Kupiectwa Polskiego w gmachu miała miejsce akademia zorganizowana przez Stowarzyszenie Kupców Katolickich i Gimnazjum Kupieckie wzgl. Święto Kupiectwa Polskiego. W 1935 profesor gimnazjalny historii Tadeusz Miękisz miał wygłosić w sali „Sokoła” odczyt pt. Kwestia żydowska w dawnej Polsce a dzisiaj, który po rozpoczęciu został przerwany przez policję, zebranie rozwiązane jako niezgłoszone, zaś wiceprezes gniazda Zygmunt Kruszelnicki, został ukarany grzywną w wysokości 2 tys. zł (po złożeniu przez niego odwołania został uniewinniony pod koniec 1937). 11 maja 1938 w gmachu miał miejsce wiec wyborczy posła Bronisława Wojciechowskiego. Do końca lat 30. w sali gmachu „Sokoła” odbywały się lekcje i zajęcia gimnastyczne dla uczniów z położonego naprzeciw Gimnazjum im. Królowej Zofii.
Po wybuchu II wojny światowej i zajęciu Sanoka wojska hitlerowskiego aresztowały 10 powszechnie szanowanych obywateli Sanoka (wśród nich był dr Jerzy Pietrzkiewicz – prezes TG „Sokół”, Zygmunt Kruszelnicki – wiceprezes TG „Sokół”, Maksymilian Słuszkiewicz – burmistrz Sanoka), którzy zostali wywiezieni do III Rzeszy, gdzie stracili życie. Podczas II wojny światowej w okresie okupacji niemieckiej gmach przemianowano na Stadthalle (Hala Miejska) i służył jako miejsce organizowanych wieczornic i spotkań świątecznych oraz wystaw wyrobów rzemiosła (Handwerks- und Gewerbe Ausstellung). 9 maja 1943 w sali głównej gmachu odbyło się uroczyste odczytanie proklamacji o powstaniu SS-Galizien (ukraińskiej 14 Dywizji Grenadierów SS).
Po zakończeniu wojny, w sierpniu 1945 budynek figurował jako własność Zarządu Miejskiego, obok istniał kort tenisowy i nieczynny basen kąpielowy. W tym czasie TG powróciło pierwotnie do swojej działalności. Jesienią 1945 roku budynek zajęła 8 Drezdeńska Dywizja Piechoty. 14 grudnia 1945 roku Miejska Rada Narodowa przekazała gmach „Sokołowi”, który jednak nie wprowadził się do niego ponownie, jako że w tym czasie Wojskowe Przedsiębiorstwo Kinowe „Kino Podhalanka w Sanoku” przejęło w budynku salę gimnastyczną z myślą o stworzeniu kina. Wkrótce działalność TG „Sokół” została wstrzymana, a jego zamknięcie miało miejsce 31 lipca 1947 roku. W 1947 gmach zajął 26 Pułk Piechoty. Następnie Urząd Wojewódzki Rzeszowski podjął dwie nieodwołalne decyzje. 25 listopada 1947 roku Kino „Sokół” zostało przekazane Towarzystwu Przyjaciół Żołnierza, a 24 marca 1949 roku nastąpiła ostateczna likwidacja TG „Sokół” w Sanoku (cały majątek przekazano na rzecz Zarządu Miejskiego w Sanoku). Wydana została odmowa rejestracji TG „Sokół” skutkująca przerwą w jego działalności na kilkadziesiąt lat.
Około 1950 w budynku odbywały się ćwiczenia gimnastyczne, następnie gmach został przekazany na rzecz Polskiego Filmu. W okresie PRL budynkiem administrowało najpierw Przedsiębiorstwo Państwowe, a następnie gmach przejęła na wiele lat Centrala Wynajmu Filmów, Oddział w Rzeszowie – podmiot prowadzący Kino „Pokój”, które zostało zamknięte 1 lutego 1993, ponownie rozpoczęło działalność 24 stycznia 1994 i istniało do końca lat 90. XX wieku. Na początku III Rzeczypospolitej obiektem zarządzali najemcy: w latach 1992-1992 zarządzała spółka cywilna, następnie 1993–2001 inna spółka, prowadząca również kawiarnię „Park”.
4 marca 2000 roku Sąd Okręgowy w Krośnie zarejestrował Polskie Towarzystwo Gimnastyczne „Sokół” w Sanoku, jednakowoż względy formalne sprawiły, że nie zostało uznane za następcę prawnego przedwojennego TG „Sokół” w Sanoku. W związku z nierentownością kina i pogarszającym się stanem budynku 23 października 2001 roku Rada Miasta Sanoka podjęła uchwałę wyrażającą zgodę na wydzierżawienie nieruchomości na okres do 15 lat firmie handlowo-usługowej z przeznaczeniem na prowadzenie działalności kulturalno-oświatowej, usługowej, gastronomicznej (termin trwania umowy biegł od 3 kwietnia 2002 i miał upłynąć 2 kwietnia 2017). W 2002 trwały prace remontowe w budynku mające na celu adaptację obiektu do celów klubu młodzieżowego, w praktyce dyskoteki.
Od początku XXI wieku reaktywowane TG „Sokół” w Sanoku czyniło starania zmierzające do odzyskania nieruchomości pierwotnie należących do Towarzystwa. Pierwszą podstawą do odzyskania nieruchomości było w 2004 roku unieważnienie przez Ministerstwo Spraw Wewnętrznych i Administracji decyzji likwidującej „Sokoła” i decyzji komunalizujących, podjętych z rażącym naruszeniem prawa (zostało potwierdzone w 2006 roku). Następnie w 2007 roku MSWiA oddaliło skargę Gminy Miasta Sanoka, a w 2008 roku, po odwołaniu burmistrza Wojciecha Blecharczyka, utrzymało w mocy postanowienie stwierdzające nieważność decyzji komunalizacyjnej. 15 lutego 2010 roku Sąd Rejonowy w Sanoku w prawomocnym wyroku przywrócił nieruchomości „Sokołowi” (działka z gmachem, kioskiem, parkingiem od zachodu i częścią lodowiska Torsan). W związku z tym 30 kwietnia 2010 roku nieruchomość została przekazana TG „Sokół” w Sanoku.
Obecnie Towarzystwo zajmuje pomieszczenia na pierwszym piętrze. Na parterze działalność prowadzi najemca prowadzący kawiarnię z dyskoteką „Kino”. Pod koniec 2013 powierzchnia, w której działa klub „Kino”, została przeznaczona do dzierżawy.

## Rzeźby i tablice pamiątkowe
- Rzeźba Sokolnika zrywającego orłu łańcuchy niewoli[60]. Pierwszy egzemplarz rzeźby nie istnieje. Według Edwarda Zająca został umieszczony we wnęce fasady budynku w roku oddania go do użytku, czyli 1899[61]. Według innego źródła autorem rzeźby sokolnika był Józef Sitarz[62], urodzony w 1885, który tworzył w późniejszym czasie w okresie II Rzeczypospolitej. Rzeźba została zniszczona przez Niemców podczas II wojny światowej[63]. W okresie PRL we wnęce, w miejsce gdzie istniała rzeźba, została umieszczona kula. Druga, obecna rzeźba sokolnika, ma niemal identyczny wygląd, jest autorstwa Adama Przybysza i została odsłonięta 11 listopada 2003 roku[64][65]. Organizatorką uroczystości była Krystyna Chowaniec[66]. 26/27 sierpnia 2006 w wyniku aktu wandalizmu rzeźba Sokolnika została zniszczona[67]. Następnie dokonano jej rekonstrukcji.
- Rzeźby Sokoła na południowym krańcu kalenicy dachu:
  - Pierwsza, pierwotna z 1900 roku. Zniszczona.
  - Druga, kamienna rzeźba z 1939 roku, która miała zastąpić pierwotną-zniszczoną. Autorem był Stanisław Jan Piątkiewicz, który latem 1939 roku wykonał dzieło i przekazał je 30 sierpnia 1939 roku, lecz nie odebrał zapłaty, jako że dzień później został powołany do Wojska tuż przed wybuchem II wojny światowej (wskutek tego nie doszło także do zainstalowania rzeźby). W czasie okupacji od 1941 roku stała na dziedzińcu obok sanockiego zamku[68][69] oraz w budynku gospodarczym opodal, a po wojnie ok. 1950 została umieszczona na klombie przed wejściem do budynku zamku. Po wojnie Piątkiewcz wprawdzie otrzymał zapłatę za wykonanie dzieła, ale rzeźba nie powróciła na planowane wcześniej miejsce w związku z delegalizacją Towarzystwa Gimnastycznego „Sokół”. Ostatecznie pod koniec lat 50. została umieszczona na zbiorowej mogile 117 zamordowanych Polaków (więźniów sanockiego więzienia, zamordowanych przez Niemców na stoku góry Gruszka), która znajduje się na Cmentarzu Centralnym przy ul. Rymanowskiej[70][71][72][73].
  - Trzecia, autorstwa Adama Przybysza, wykonana w 2003 roku, uległa dezintegracji materiałowej (odpadły skrzydła) i 22 czerwca 2011 roku została usunięta.
  - Czwarta, obecna, została zainstalowana 29 czerwca 2012 roku podczas uroczystości 123. rocznicy powstania TG „Sokół” w Sanoku, autorem był dr Krzysztof Woźniak, zmarły przedwcześnie[74].
- Tablice pamiątkowe:
  - Tablica odsłonięta 1 listopada 1928 roku, dla upamiętnienia 10. rocznicy odzyskania niepodległości i wymarszu pierwszych polskich patroli z sanockiego Sokoła w dniu 1 listopada 1918 roku. Umieszczona przez Komitet Obywatelski na elewacji frontowej. W czasie II wojny światowej została ocalona przez gospodarza Władysława Ziąbrowskiego[75] – zdjęta, ukryta i przechowywana przez majstra budowlanego Emila Rudaka, po 1944 przekazana Muzeum Historycznemu w Sanoku[76][77]. Została ponownie odsłonięta 10 listopada 1988 roku w 70. rocznicę odzyskania niepodległości i ówczesnych wydarzeń w Sanoku[78][79][80]. Inskrypcja brzmi: „W dniu 1-XI. 1918 r. garstka młodzieży owiana radosnym zapałem polskiego czynu utworzyła w Sokole pod wodzą kpt. Fr. Stoka i naczelnika Sokoła M. Szajny pierwszą w Sanoku siłę zbrojną dla obrony wskrzeszonej Ojczyzny. Ku pamięci potomnych w dziesiątą rocznicę wyzwolenia Polski”[81][82].
  - Tablica pamięci Andrzeja Małkowskiego (1888-1919), twórcy polskiego harcerstwa, który 11 listopada 1911 roku w gmachu głosił idee harcerstwa. Odsłonięcia w 85. rocznicę sanockiego harcerstwa w dniu 21 września 1996 dokonali hm. Ryszard Pacławski i hm. Czesław Borczyk, a poświęcenia dokonał ks. Marian Burczyk[83][84]. Odnowiona 27 września 2003 roku. Inskrypcja brzmi: „Pamięci Andrzeja Małkowskiego twórcy polskiego harcerstwa, który w tym budynku, gdzie mieściła się siedziba T.G. „Sokół” w dniu 11.11.1911 r. głosił idee skautingu. W 85 rocznicę sanockiego harcerstwa. Harcerki i harcerze hufca ZHP Ziemi Sanockiej. Sanok 21 września 1996 r. Odnowiona 27 września 2003 r.”[85]. Ponownie odnowiona w maju 2014.
  - Tablica upamiętniająca działaczy sokolich, odsłonięta podczas obchodów 125-lecia istnienia gniazda sanockiego TG „Sokół” 7 czerwca 2014. Zostali na niej uhonorowani: ostatni przed II wojną światową prezes towarzystwa Jerzy Pietrzkiewicz, wiceprezes Zygmunt Kruszelnicki i ówczesny burmistrz miasta Maksymilian Słuszkiewicz – podczas kampanii wrześniowej zostali aresztowani i wywiezieni do niemieckiego obozu koncentracyjnego w Buchenwaldzie, gdzie ponieśli śmierć na przełomie 1939/1940[86][87].
  - Tablica upamiętniająca Polaków, ofiar zbrodni podczas II wojny światowej. Ustanowiona przez Towarzystwo Miłośników Lwowa i Kresów Południowo-Wschodnich Klub w Sanoku i odsłonięta 16 maja 2015 z okazji 25-lecia powstania. Inskrypcja głosi: „Pamięci Polaków mieszkańców Lwowa i kresów południowo-wschodnich II Rzeczypospolitej ofiar zbrodni niemieckich, sowieckich i nacjonalistów ukraińskich w latach II wojny światowej. Członkowie Towarzystwa Miłośników Lwowa i Kresów Południowo-Wschodnich Klub w Sanoku w 25 rocznicę założenia, maj 2015 rok”[88].
  - Tablica pamiątkowa, powstała w 2017, zawierająca inskrypcję: „1867 – 2017. W 150. rocznicę utworzenia polskiego Towarzystwa Gimnastycznego „Sokół” we Lwowie – ku chwale Sokołów walczących o wolność i niepodległość Polski”[89]. Została uroczyście odsłonięta podczas uroczystości 130-lecia gniazda TG „Sokół” w Sanoku 29 czerwca 2019[90]
  - Tablica pamiątkowa z inskrypcją 11.11.1918 – 11.11.2018. W 100. rocznicę odzyskania niepodległości przez Polskę czcimy przywódców i bohaterów narodowych: Marszałka Józefa Piłsudskiego, Romana Dmowskiego, Ignacego Paderewskiego, generała Józefa Hallera, generała Tadeusza Rozwadowskiego, Wincentego Witosa...Tablicę ufundowało TG „Sokół” w Sanoku. 11 listopada 2018 r.; została odsłonięta 11 listopada 2018 w ramach obchodów 100-lecia odzyskania niepodległości przez Polskę[91][92]. Powtórnie odsłonięta i poświęcona podczas uroczystości 130-lecia gniazda TG „Sokół” w Sanoku 29 czerwca 2019[90].
  - Tablica pamiątkowa o treści: Czołem Ojczyźnie – Szponem wrogowi. 1889–2019. 130 lat sanockiego „Sokoła”. Druhowie zasłużeni dla „Sokoła” i Sanoka. Dr Karol Zaleski (1856-1941) / Dr Karol Petelenz (1847-1930) / Adam Pytel (1856-1928) / Feliks Giela (1859-1936) / Dr Stanisław Biega (1862-1923) / Inż. Władysław Adamczyk (...-1915) / Dr Emil Gaweł (1875-1921) / Jan Killar (1884-1939) / Mjr Tadeusz Zbyszycki (1892-1987) / Marian Szajna (1873-1936). Tablicę ufundowało TG „Sokół w Sanoku”. 20 czerwca 2019 r. Została odsłonięta i poświęcona podczas uroczystości 130-lecia gniazda TG „Sokół” w Sanoku 29 czerwca 2019[90][93].